# Hittar Cuesta
Hittar Cuesta (né le 24 février 1971 à Viedma et décédé le 11 mars 2018 à Quito) est un guitariste renommé de la scène rock équatorienne.

## Biographie
Né à Loja, capitale de la province équatorienne du même nom et ville de grande tradition musicale, Hittar Cuesta commence à jouer de la guitare dès son plus jeune âge et continue à jouer pendant son adolescence sous l'influence des sons de Led Zeppelin, Eric Clapton, Joe Satriani et Steve Vai. Après un bref séjour à Cuenca, il s'installe à Quito, où il rejoint le groupe Soyuz Blues, avec Johnny Gordón, qui collaborera plus tard à son premier album solo.
Entre 1994 et 1998, il fait partie du groupe Cruks en Karnak, participant au festival Rock al parque. Après avoir quitté le groupe, il fait partie du premier line-up du groupe Falc de Quito et produit son premier album solo, El lenguaje de los espíritus, sorti en 2000, suivi quelques années plus tard par Dream Machine en 2013. Au cours de ces années et jusqu'en 2016, le musicien donne également des concerts en Espagne et en France.
Dans la dernière partie de sa vie, il forme les groupes Zebra et plus tard Rain Rock Band, avec la chanteuse Mónica Barba, participant à la bande originale du long métrage équatorien Horas Exhaustas de 2017, réalisé par Leandro Sotomayor. Il participe également avec Rain Rock Band et en tant que soliste aux festivals locaux Semana del Rock Ecuatoriano et Al Sur del cielo.

## Discographie

### Albums studio
- 2000 : El lenguaje de los espíritus
- 2004 : Language of the Spirits (réédition en anglais)
- 2013 : Dream Machine

### Rain Rock Band
- 2017 : Horas Exhaustas (bande-son)

### Cruks en Karnak
- 1995 : Cruks en Karnak